# Barbara Underhill
Barbara Ann Underhill (24 giugno 1963) è un'ex pattinatrice artistica su ghiaccio canadese, specializzata nel pattinaggio artistico su ghiaccio a coppie.

## Palmarès
Con Paul Martini
| Internazionali                       | Internazionali | Internazionali | Internazionali | Internazionali | Internazionali | Internazionali | Internazionali |
| Evento                               | 1977–78        | 1978–79        | 1979–80        | 1980–81        | 1981–82        | 1982–83        | 1983–84        |
| ------------------------------------ | -------------- | -------------- | -------------- | -------------- | -------------- | -------------- | -------------- |
| Giochi olimpici invernali            |                |                | 9°             |                |                |                | 7°             |
| Campionati mondiali                  |                | 11°            | 11°            | 7°             | 4°             | 3°             | 1°             |
| Skate America                        |                |                |                |                | 1°             |                |                |
| NHK Trophy                           |                |                |                | 1°             |                | 1°             |                |
| Prize of Moscow News                 |                |                | 5°h            |                |                |                |                |
| Nebelhorn Trophy                     |                | 1°             |                |                |                |                |                |
| Ennia Challenge Cup                  |                | 5°             |                |                | 1°             |                |                |
| Grand Prix International St. Gervais |                | 1°             |                |                |                |                |                |
| Internazionali: Junior               |                |                |                |                |                |                |                |
| Campionati mondiali                  | 1°             |                |                |                |                |                |                |
| Nazionali                            |                |                |                |                |                |                |                |
| Campionati canadesi                  | 1° J.          | 1°             | 1°             | 1°             | 1°             | 1°             |                |
| J. = Categoria Junior                |                |                |                |                |                |                |                |